# Anaconda (installateur)
Pour les articles homonymes, voir Anaconda (homonymie).
Anaconda est un installateur pour les distributions GNU/Linux dérivées de Red Hat (Red Hat Linux, CentOS, Fedora, Oracle Linux et Scientific Linux) et certaines des distributions dérivées de Gentoo (Sabayon Linux et Vida Linux).
Ce logiciel est écrit en Python et en C. Son nom fait référence au serpent anaconda et est un clin d'œil au serpent python, le nom du langage de programmation utilisé (bien que le nom du langage Python ne vienne pas directement du nom du serpent).

## Fonctionnalités

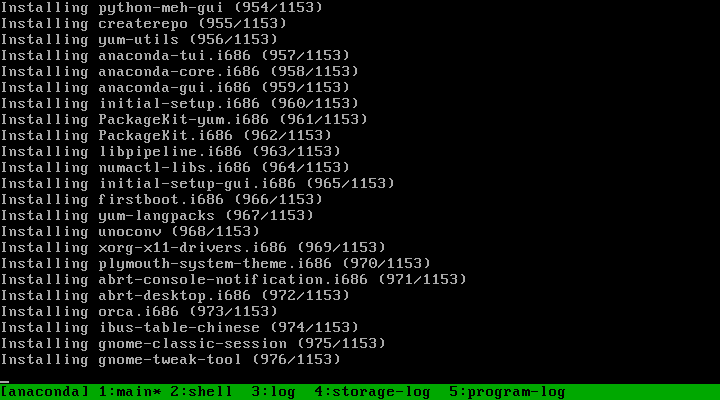
Utilisation d'Anaconda en mode texte.

Anaconda propose une installation au choix en mode texte ou en mode interface graphique. Il fonctionne sur de nombreuses plates-formes (x86, Itanium, DEC Alpha, IBM ESA/390, PowerPC). Il permet l'installation à partir de périphériques locaux (disque dur ou CD-ROM) ou du réseau (FTP, HTTP ou NFS). 
À la fin de l'installation, un fichier de configuration anaconda-ks.cfg est généré. Ce fichier peut être repris pour reproduire plusieurs fois la même installation via un serveur Kickstart (en).